# Mundel
Mundel är en administrativ by i Sri Lanka.   Den ligger i provinsen Nordvästprovinsen, i den västra delen av landet, 100 km norr om huvudstaden Colombo.